# 允恭天皇
允恭天皇（日语：／ Ingyō Tennō）是日本第19代天皇（允恭天皇元年12月—允恭天皇42年1月14日在位），名為雄朝津間稚子宿禰尊（日语：／ Oasazumawakugonosukune no mikoto），屬古墳時代的天皇。古事記記載他活了78歲。

## 系譜
他是仁德天皇的第四皇子，母親是磐之媛命（いわのひめのみこと）。他也是履中天皇和反正天皇的同母弟，以下是其后妃和子嗣列表：
- 皇后：忍坂大中姬（おしさかのおおなかつのひめ）
  - 第一皇子	木梨輕皇子（きなしのかるのみこ）
  - 第一皇女	名形大娘皇女（ながたのおおいらつめのみこ）
  - 第二皇子	境黒彦皇子（さかいのくろひこのみこ）
  - 第三皇子	穴穗皇子（あなほのみこ，後為安康天皇）
  - 第二皇女	輕大娘皇女（かるのおおいらつめのみこ）
  - 第四皇子	八釣白彦皇子（やつりのしらひこのみこ）
  - 第五皇子	大泊瀨稚武皇子（おおはつせわかたけるのみこ，後為雄略天皇）
  - 第三皇女	但馬橘大娘皇女（たじまのたちばなのおおいらつめのみこ）
  - 第四皇女	酒見皇女（さかみのひめみこ）

## 略歷
反正5年（410年）1月，反正天皇在未立皇太子的情況下駕崩。群臣商討後欲推舉雄朝津間稚子宿禰尊為天皇，不過本人以健康理由辭退，皇位維持空位。允恭元年（412年）12月，雄朝津間稚子宿禰尊在忍坂大中姬的強烈請求下即位。
允恭天皇三年，自新羅請來醫者為天皇治病。四年（415年）9月，因氏族故意假借貴族之姓，特以飛鳥甘樫丘的盟神探湯（古傳之占卜法，或手入沸水沸泥、或置燒斧于掌，皆見其手有否潰傷之狀，用以占凶吉、辨是非）以辨真偽，於是將諸氏族的氏姓撥亂反正。
雖於允恭天皇廿二年（433年）立木梨輕皇子為皇太子，但允恭天皇廿四年（435年）卻與同母妹輕大娘皇女通姦。以占卜判明後，輕大娘皇女被流放到伊豫（參看衣通姫傳説）。
四十二年（453年）1月駕崩，新羅王派遣八十樂人為使者致祭。《古事記》記載崩年78歳，另《日本書紀》北野本卻有一說為81歳。

## 諡號、追號、異名
雄朝津間稚子宿禰天皇（おあさずまわくごのすくねのすめらみこと）。
中國的《宋書》、《梁書》稱為倭五王中的倭王濟。

## 宮
都城的遠飛鳥宮（とおつあすかのみや，現在的奈良縣高市郡明日香村飛鳥か）。

## 陵墓・靈廟
葬於河內長野原陵（えがのながののきたのみささぎ）。埋葬於大阪府藤井寺市国府1丁目国府市野山古墳（前方後圓墳・全長228m）

## 外部連結
- 《日本書紀》卷十三　允恭天皇、安康天皇

| 前任： 反正天皇 | 日本天皇 | 繼任： 安康天皇 |

1. ↑  《古事記·下卷》：天皇。御年。漆拾捌歲。御陵在河内之惠賀長枝也。